# Pragal
Pragal – dawna parafia (freguesia) Almady i jednocześnie miejscowość w Portugalii. W 2011 zamieszkiwało ją 7 156 mieszkańców, na obszarze 2,21 km². W 2013 stała się częścią nowo utworzonej parafii Almada, Cova da Piedade, Pragal e Cacilhas.
W miejscowości jest stacja kolejowa Pragal.